# 13e étape du Tour d'Espagne 2010
La 13e étape du Tour d'Espagne 2010 s'est déroulée le vendredi 10 septembre 2010 entre Rincón de Soto et Burgos  sur 196 km.
Le Britannique Mark Cavendish (Team HTC-Columbia) remporte l'étape au sprint. Il s'agit de sa deuxième victoire consécutive sur cette Vuelta. L'Espagnol Igor Antón (Euskaltel-Euskadi) conserve le maillot rouge de leader.

## Profil de l'étape
Cette étape comprend deux côtes comptant pour le classement de la montagne. L'étape est globalement plate et favorise une arrivée au sprint.

## Côtes
Deux côtes sont répertoriées.
|   | Cycliste       | Équipe              | Pts |
| - | -------------- | ------------------- | --- |
| 1 | Allan Davis    | Astana              | 3   |
| 2 | Manuele Mori   | Lampre-Farnese Vini | 2   |
| 3 | Olivier Kaisen | Omega Pharma-Lotto  | 1   |

|   | Cycliste      | Équipe              | Pts |
| - | ------------- | ------------------- | --- |
| 1 | Manuele Mori  | Lampre-Farnese Vini | 3   |
| 2 | Niki Terpstra | Team Milram         | 2   |
| 3 | Allan Davis   | Astana              | 1   |

## Classement de l'étape

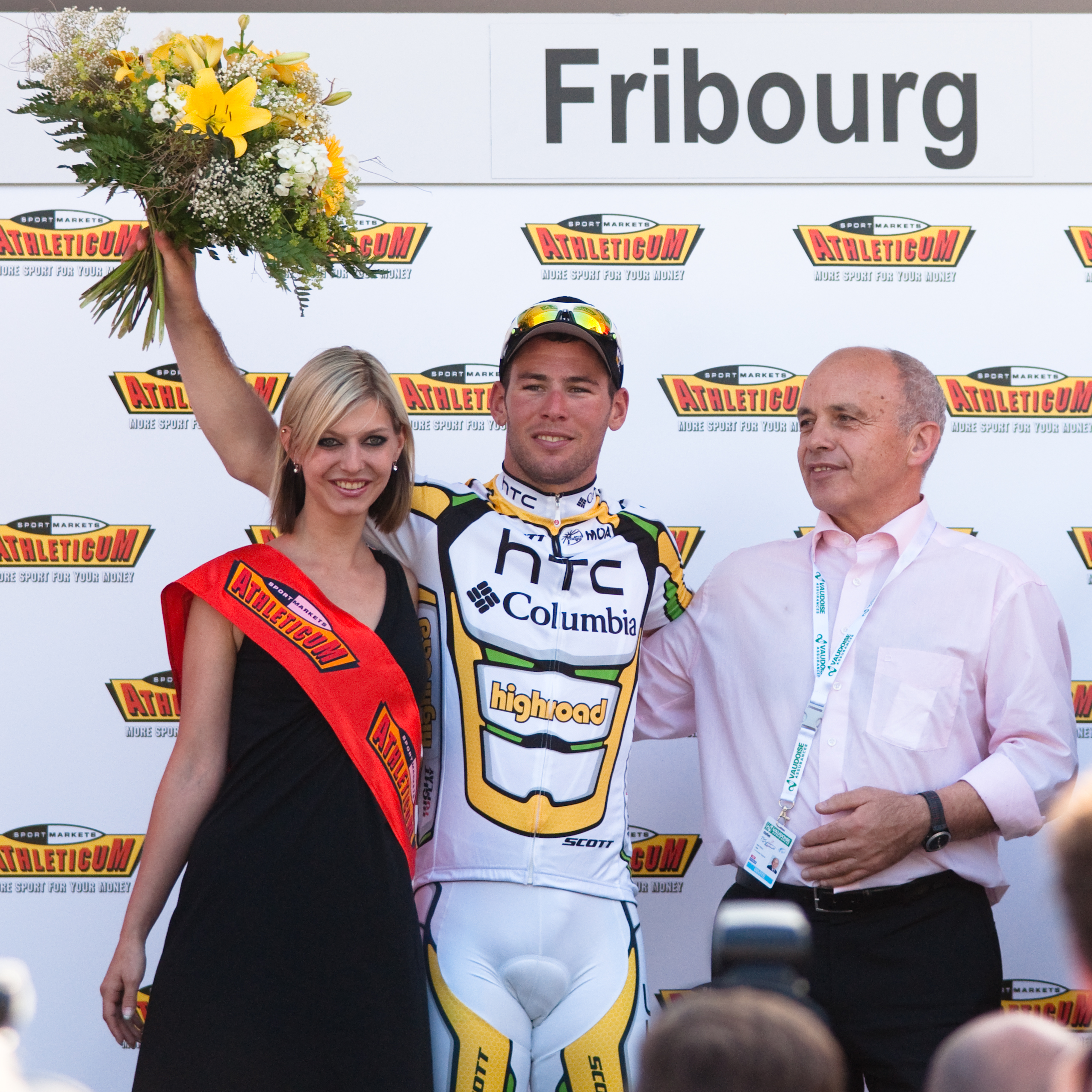
Deuxième victoire en deux jours pour Mark Cavendish (ici lors de la 2e étape du Tour de Romandie 2010)

|    | Coureur                | Pays        | Équipe             |    | Temps           |
| -- | ---------------------- | ----------- | ------------------ | -- | --------------- |
| 1  | Mark Cavendish         | Royaume-Uni | HTC-Columbia       | en | 4 h 50 min 18 s |
| 2  | Thor Hushovd           | Norvège     | Cervélo TestTeam   | +  | m.t.            |
| 3  | Daniele Bennati        | Italie      | Liquigas-Doimo     |    | m.t.            |
| 4  | Yauheni Hutarovich     | Biélorussie | FDJ                |    | m.t.            |
| 5  | Manuel António Cardoso | Portugal    | Footon-Servetto    |    | m.t.            |
| 6  | Tyler Farrar           | États-Unis  | Garmin-Transitions |    | m.t.            |
| 7  | Denis Galimzyanov      | Russie      | Katusha            |    | m.t.            |
| 8  | Koldo Fernández        | Espagne     | Euskaltel-Euskadi  |    | m.t.            |
| 9  | Theo Bos               | Pays-Bas    | Cervélo TestTeam   |    | m.t.            |
| 10 | Johnnie Walker         | Australie   | Footon-Servetto    |    | m.t.            |

## Classement général
|    | Coureur           | Pays       | Équipe            |    | Temps            |
| -- | ----------------- | ---------- | ----------------- | -- | ---------------- |
| 1  | Igor Antón        | Espagne    | Euskaltel-Euskadi | en | 56 h 28 min 03 s |
| 2  | Vincenzo Nibali   | Italie     | Liquigas-Doimo    | +  | 45 s             |
| 3  | Xavier Tondo      | Espagne    | Cervélo TestTeam  |    | 1 min 04 s       |
| 4  | Joaquim Rodríguez | Espagne    | Katusha           |    | 1 min 17 s       |
| 5  | Ezequiel Mosquera | Espagne    | Xacobeo Galicia   |    | 1 min 29 s       |
| 6  | Marzio Bruseghin  | Italie     | Caisse d'Épargne  |    | 1 min 57 s       |
| 7  | Rubén Plaza       | Espagne    | Caisse d'Épargne  |    | 2 min 07 s       |
| 8  | Rigoberto Urán    | Colombie   | Caisse d'Épargne  |    | 2 min 13 s       |
| 9  | Nicolas Roche     | Irlande    | AG2R La Mondiale  |    | 2 min 30 s       |
| 10 | Fränk Schleck     | Luxembourg | Saxo Bank         |    | 2 min 30 s       |

## Abandons
- Hayden Roulston (Team HTC-Columbia)
- Julian Dean (Garmin-Transitions) : pas au départ